# غريغ تايلور (كاتب)
غريغ تايلور (بالإنجليزية: Greg Taylor)‏ هو كاتب للأطفال وكاتب وكاتب سيناريو أمريكي، ولد في 1951 في بيتسبرغ في الولايات المتحدة.

## وصلات خارجية
- الموقع الرسمي
- غريغ تايلور على موقع IMDb (الإنجليزية)
- غريغ تايلور على موقع قاعدة بيانات الفيلم (الإنجليزية)